# Area archeologica di Case Pente
L'area archeologica di Case Pente è un complesso archeologico situato nel comune di Sulmona (AQ), in Abruzzo.

## Descrizione
In località Case Pente a sud-est della città di Sulmona (AQ), in Abruzzo, si trova un'area di interesse archeologico tra le più importanti del territorio della valle Peligna. Il complesso archeologico, diffuso e articolato, è localizzato a circa 300 metri dal cimitero monumentale sulmonese, non distante dal tratto finale del tracciato della strada statale 487 di Caramanico Terme.
Tra i primi ritrovamenti, effettuati tra il Settecento e l'Ottocento, figura il sarcofago di Numisina, risalente al I secolo a.C. Nella seconda metà dell'Ottocento l'antropologo e storico Antonio De Nino riportò sulla rivista dell'Accademia Nazionale dei Lincei, Notizie degli scavi di antichità, della presenza di sepolture di epoca romana lungo un'antica via che conduceva a Pacentro, Campo di Giove e verso il tempio italico di Ocriticum, oltre il vallone Grascito, nel limitrofo territorio comunale di Cansano. Nel corso del tempo è tornata alla luce l'iscrizione "dei Callitani", custodita presso la sezione archeologica del museo civico dell'Annunziata a Sulmona, che potrebbe indicare l'utilizzo tratturale di alcune vie di collegamento con l'importante centro di Corfinium e con altre aree, a partire già dal I secolo a.C.
Nel settore orientale del sito archeologico, in località Colle Macerre, si trova la chiesa altomedievale rupestre di Sant'Angelo in Vetuli, mentre il toponimo "Sant'Angelo in Vetulis" richiama il nome del pagus dei Peligni noto come Vatulae.
Tra il 2023 e il 2025 scavi preventivi archeologici hanno riportato alla luce diverse altre tracce del villaggio protostorico, risalente a 4.200 anni fa e databile tra l'eneolitico finale e l'età del Bronzo antico, composto da almeno 40 capanne, tettoie e recinti per custodire gli animali, Non distanti dall'insediamento sono state rinvenute due necropoli, una protostorica con 28 tombe a fossa e l'altra di epoca romana (VIII secolo a.C.-I secolo d.C.), formata da 90 tombe con dentro alcuni resti umani e una lancia. 
Sono tornate alla luce anche le tracce di una villa rustica di epoca romana, dotata di edificio termale, fornace per realizzare tegole, dolium, una vasca e diverse opere in muratura. 
A partire dal 2024 le località di Case Pente, Case San Mariano e Colle Savente sono state interessate dalla costruzione della linea adriatica del gasdotto Transmed (tratto Sulmona-Foligno) e di una centrale di compressione di Snam Rete Gas.